# 加古川站
加古川站（日语：／ Kakogawa eki */?）是位於日本兵庫縣加古川市篠原町，西日本旅客鐵道（JR西日本）的車站。車站編號為JR-A79。

## 概要
此站為加古川市的中心車站，此站的所屬線為山陽本線，為加古川線的起點站與轉乘站。在1984年前同時為高砂線轉乘站。此站位於都市網絡範圍內。車站編號使用為山陽本線（JR神戶線）的JR-A79。
在昭和時代，許多往山陰、九州方向的急行列車會停站。隨著山陽新幹線啟用，那些急行列車廢止後，再沒有許多優等列車停站。在1972年3月15日，新快速駛入姬路站同時，此站成為新快速停車站。在此站的特急列車包括了臨時特急「螃蟹濱風號」與部分臨時特急「濱風」。在2019年3月16日時間表修正起，通勤特急「樂樂播磨」、濱風5號和超級白兔13號，以上三種定期列車停站。
此站為設有站長的直營車站，也是管理車站，管理包括山陽本線（JR神戶線）土山站、東加古川站、寶殿站和曾根站4站，以及加古川線所有中途站。若在JR神戶線與加古川線之間轉乘，需要通過中間閘機。

## 歷史

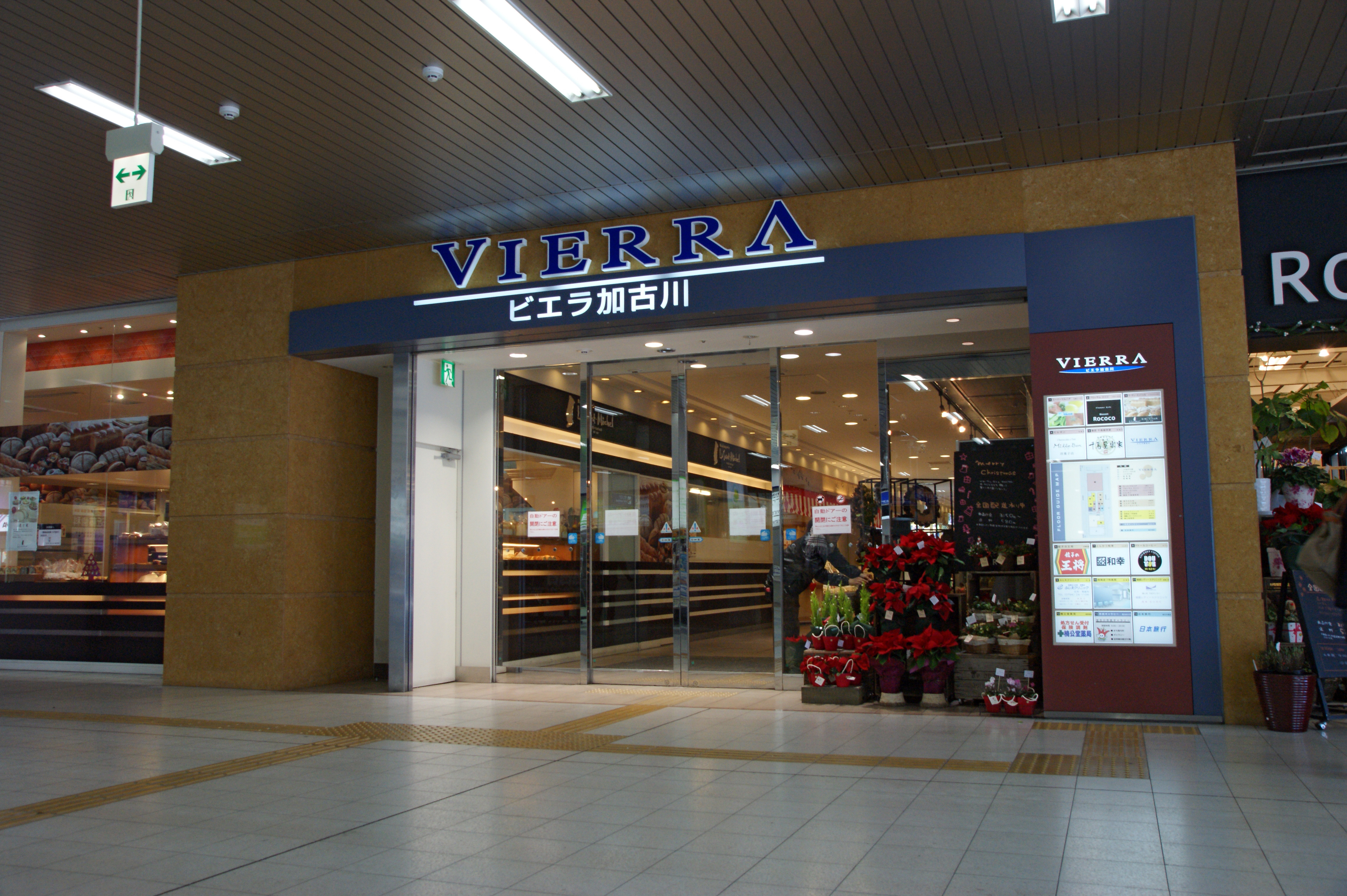
閘口對出的Biera加古川入口

- 1888年（明治21年）12月23日 - 山陽鐵道明石站至姬路站之間開業，此站啟用。為一般車站[4]。
- 1906年（明治39年）12月1日 - 山陽鐵道國有化（日语：鉄道国有法），成為官設鐵道車站。
- 1909年（明治42年）10月12日 - 制定路線名稱。成為山陽本線車站。
- 1913年（大正2年）
  - 4月1日 - 播州鐵道加古川町站（日语：／）啟用，播州鉄道線（後來為加古川線）加古川町站至國包站（現時為厄神站）之間開業。
  - 12月1日 - 播州鐵道線（後來為高砂線）加古川町站至高砂口站之間開業。
- 1915年（大正4年）5月14日 - 加古川町站整合至加古川站，成為國有鐵道、播州鐵道共構與共站。
- 1923年（大正12年）12月21日 - 播州鐵道轉讓至播丹鐵道。
- 1943年（昭和18年）6月1日 - 播丹鐵道國有化，成為國有鐵道單獨車站。播丹鐵道線中，谷川方向為加古川線，高砂方向為高砂線。
- 1984年（昭和59年）
  - 2月1日 - 終止貨物起卸服務。車站内西邊設有棚車用的貨物月台。
  - 12月1日 - 高砂線廢止。
- 1987年（昭和62年）4月1日 - 伴隨國鐵分割民營化，車站由西日本旅客鐵道（JR西日本）營運。
- 1988年（昭和63年）3月13日 - 制定路線別名「JR神戶線」。
- 1995年（平成7年）
  - 1月17日 - 發生阪神大地震，此站暫停營業。
  - 1月18日 - 西明石站至姬路站之間重開，此站重新營業。
- 1997年（平成9年）2月16日 - 引入JR神戶線標準進站音樂「細波」。
- 2000年（平成12年）10月30日 - 山陽本線（JR神戶線）使用臨時路軌。
- 2003年（平成15年）
  - 5月12日 - 山陽本線（JR神戶線）下行線使用高架月台[5]。
  - 5月26日 - 山陽本線（JR神戶線）上行線使用高架月台[5]。
  - 11月1日 - 此站可以使用IC卡ICOCA（只限JR神戶線）[6]。
- 2004年（平成16年）12月19日 - 加古川線使用高架路軌並電氣化。同時於加古川站停站均為定期列車（電動列車）。
- 2005年（平成17年）
  - 3月1日 - 連續立體化項目完成。4號月台開始使用。
  - 3月27日 - 商業設施「Biera加古川」開幕。車站租車開始營業[7]。
  - 11月7日 - 只限螃蟹季節，特急「濱風」1往復班次停站[8]。
- 2006年（平成18年）10月1日 - 引入JR京都・神戶線運行管理系統（日语：アーバンネットワーク運行管理システム#JR京都・神戸線システム）。
- 2007年（平成19年）3月18日 - 更新車站自動廣播（日语：駅自動放送）。
- 2008年（平成20年）
  - 3月20日 - 車站西北方，JR加古川站西NK大廈開幕。
  - 3月30日 - 引入異常時信息提供系統（日语：アーバンネットワーク運行管理システム#異常時情報提供ディスプレイ）（實際上在4月1日開始使用）。
- 2012年（平成24年）8月6日 - 自動閘機（日语：自動改札機）使用新型機器。
- 2015年（平成27年）3月12日 - 進站警告聲停止使用，進站音樂改為JR神戶線標準「細波」音質變更版[9]。
- 2016年（平成28年）3月26日 - 加古川線此站至西脇市站之間可使用「ICOCA」，中間閘口的自動閘機可支援ICOCA。
- 2018年（平成30年）3月17日 - JR神戶線（山陽本線）引入車站編號並開始使用[10]。

## 車站構造
在2005年3月1日，車站與鄰近的連續立體化項目完成。此站成為高架車站。在高架化後舊車站大樓被拆毀。新車站大樓以加古川之清流上，小船泛起細波的意念而成。在「Biera加古川」的入口上方的時鐘是來自舊車站大樓。

### 現時

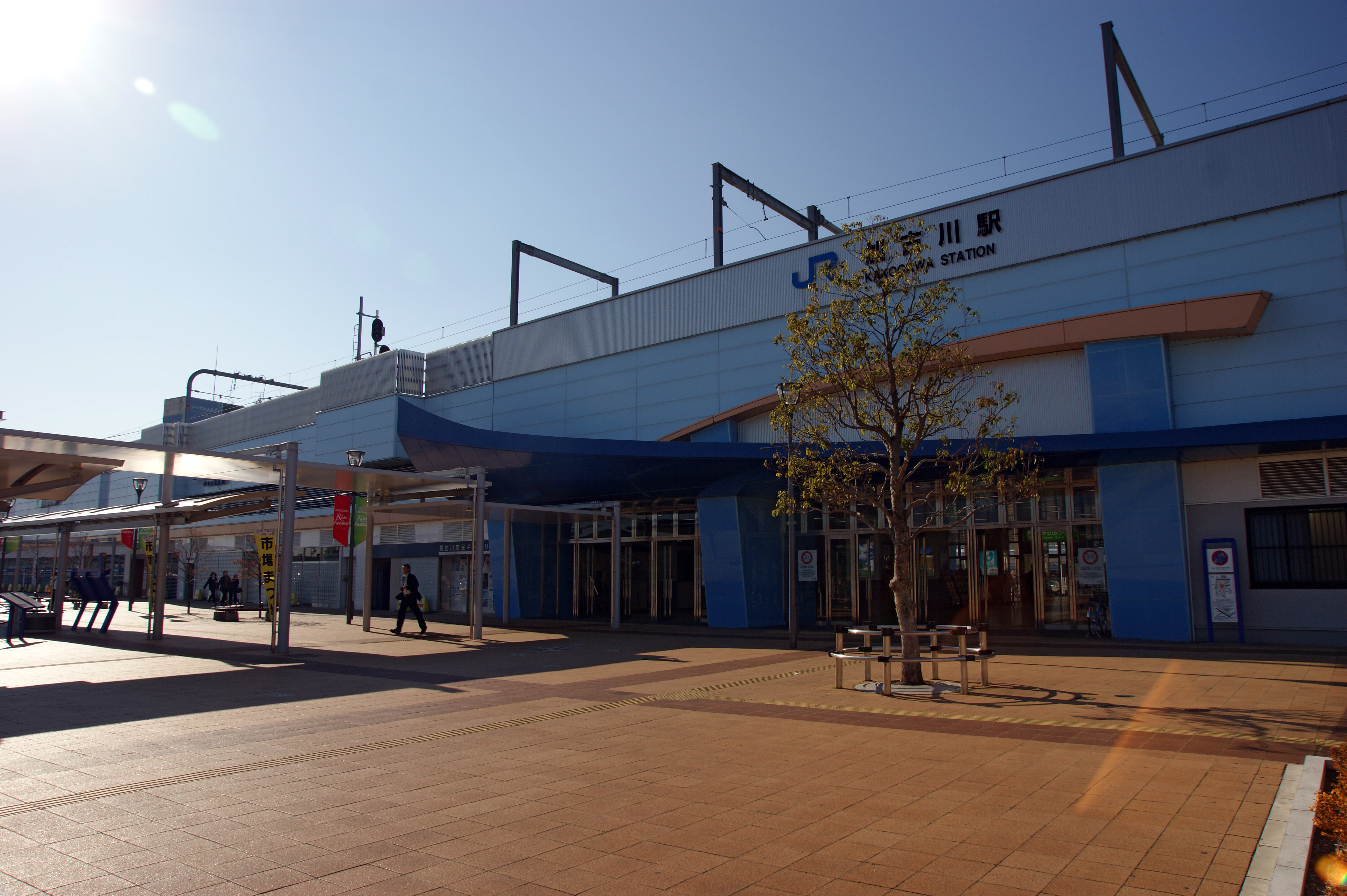
北出口

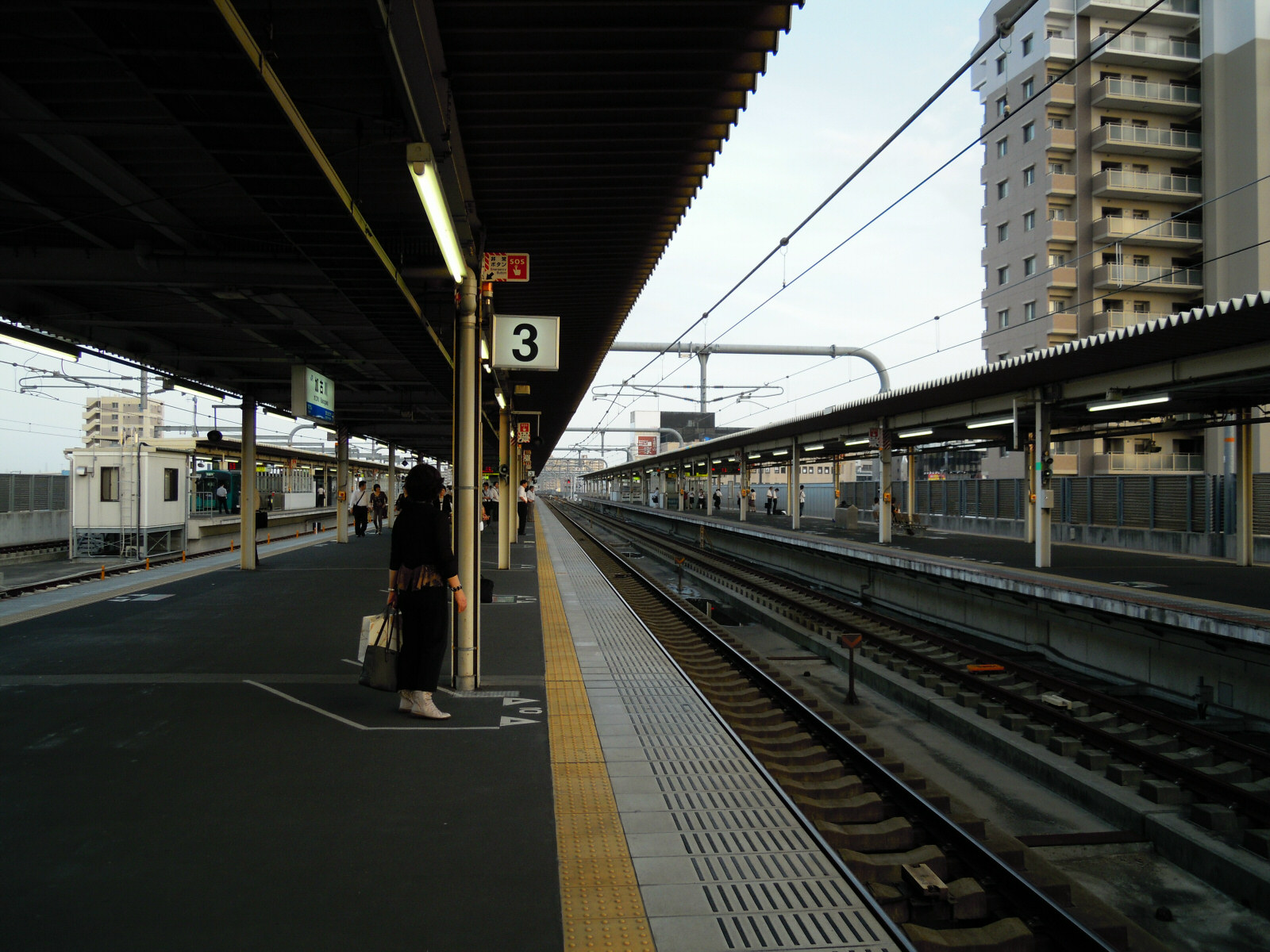
神戶線3號月台(2012年5月)

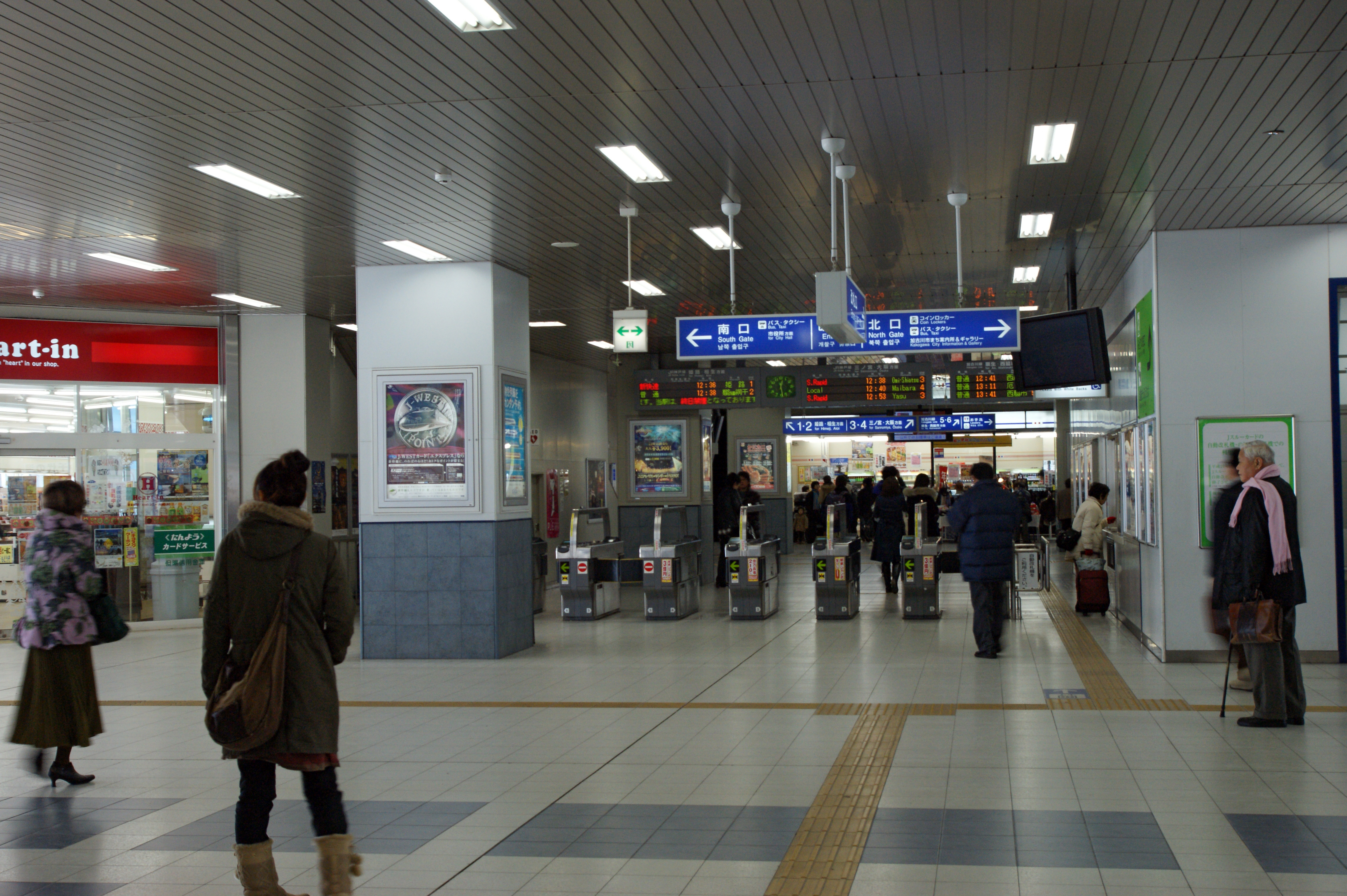
閘口

車站設有2面4線的島式月台（可容納12卡車廂，總長245米），以及1面2線的島式月台（可容納4卡，總長85米）。合共3面6線的混合式月台的高架車站。
1至4號月台為JR神戶線月台，5、6號月台為加古川線月台。1號月台為下行本線，2號月台為下行待避線，3號月台為上行本線，4號月台為上行待避線。加古川線的5號月台為本線。
| 月台 | 路線     | 方向             | 備註            |
| ---- | -------- | ---------------- | --------------- |
| 1、2 | JR神戶線 | 姬路、相生方向   |                 |
| 3、4 | JR神戶線 | 三之宮、大阪方向 | 部分使用2號月台 |
| 5、6 | 加古川線 | 粟生、西脇市方向 |                 |

以上的路線名是使用旅客資訊上的名稱（別名、愛稱）。
此站新快速與普通進行相互轉乘，新快速會使用1、3號月台，普通會使用2、4號月台。另外在早晩時段，普通會使用1、3號月台。在星期六與假日，早上8時時段，列車使用2號月台等待特急通過。2、4號月台停站中的列車，為了保持車內溫度，車門會變為手動式控制，需按下車身或車內按鈕以開關車門。特急、貨運列車在通過此站時，下行會使用1號月台，上行會使用3號月台（若特急臨時停站時也是使用相同月台）。
4、5號月台月之間。設有從山陽本線姬路方向至加古川線的渡線，該渡線主要讓加古川線車輛以不載客列車身份來往網干綜合車輛所，或工程臨時列車使用。6號月台可連接明石方向的路軌，但是基本上沒有列車會來往6號月台至明石方向路軌。另外，3號月台的列車可以折返往姬路方向。
在此站中，若使用加古川線時，或從JR神戶線互相轉乘加古川線時，需要經過中間閘口。當中，若車票不足時，若在加古川線無人車站或在北條鐵道車站領取證明書乘車，又或使用ICOCA等IC卡乘車時，需要在轉乘閘口（中間閘口）進行補票。在日岡站至西脇市站之間各站乘車時，轉乘在轉乘補票機進行補票。在新西脇站至谷川站之間各站乘車，需在轉乘閘口旁的櫃臺向車站職員進行補票。無論如何，都可以用使用ICOCA支付補票費用。此外，若經加古川線在大阪近郊区間內進行迂回乘車時，需要向櫃臺車站職員告知。在2016年3月26日起，此站至西脇市站之間若使用ICOCA乘車，若ICOCA剩餘足夠，可直接使用中間閘口使用ICOCA進行轉乘。
1至4號月台（JR神戶線月台）於2006年10月改用「JR京都・神戶線運行管理系統」型自動廣播，5、6號月台（加古川線月台）使用固定自動廣播。而遲延標示只會在JR神戶線出現，加古川線不會顯示這個標示。
關於在此站使用的進站音樂，在1997年2月16日起率先在JR神戶線內各站引入，音樂為「細波」，另外在列車接近表示器會播放出瑪莉有隻小綿羊與康城賽馬副歌部分。
南出口前，在2007年為了紀念但陽信用金庫創業80周年，捐贈了雕塑「水之記憶/源流」（生形貴春作品）。
2016年3月25日前，在日間時段（早上10時至下午3時時段）從此站出發的普通（在西明石站變為快速）會於2號月台出發，在翌日26日的修正以後，改為以不載客列車前往寶殿站折返，然後使用4號月台，這樣做可方便上行營業列車（包括從姬路方向的新快速）可於此站方便轉乘該普通列車。因此，從2號月台開始的列車只有平日早上的上行普通電車（各站停車），與毎日晚上前往西明石的列車。

### 連續立體化項目
「JR山陽本線等加古川站附近連續立體化項目」中，除了此站外，有包含山陽本線（2,377米）和加古川線（953米）區間高架化，並遷移柴油列車區。項目費用285億日圓。當中包括連帶工程，例如「JR加古川橋梁改建工程」與車站周邊的土地整理項目。

#### 演變

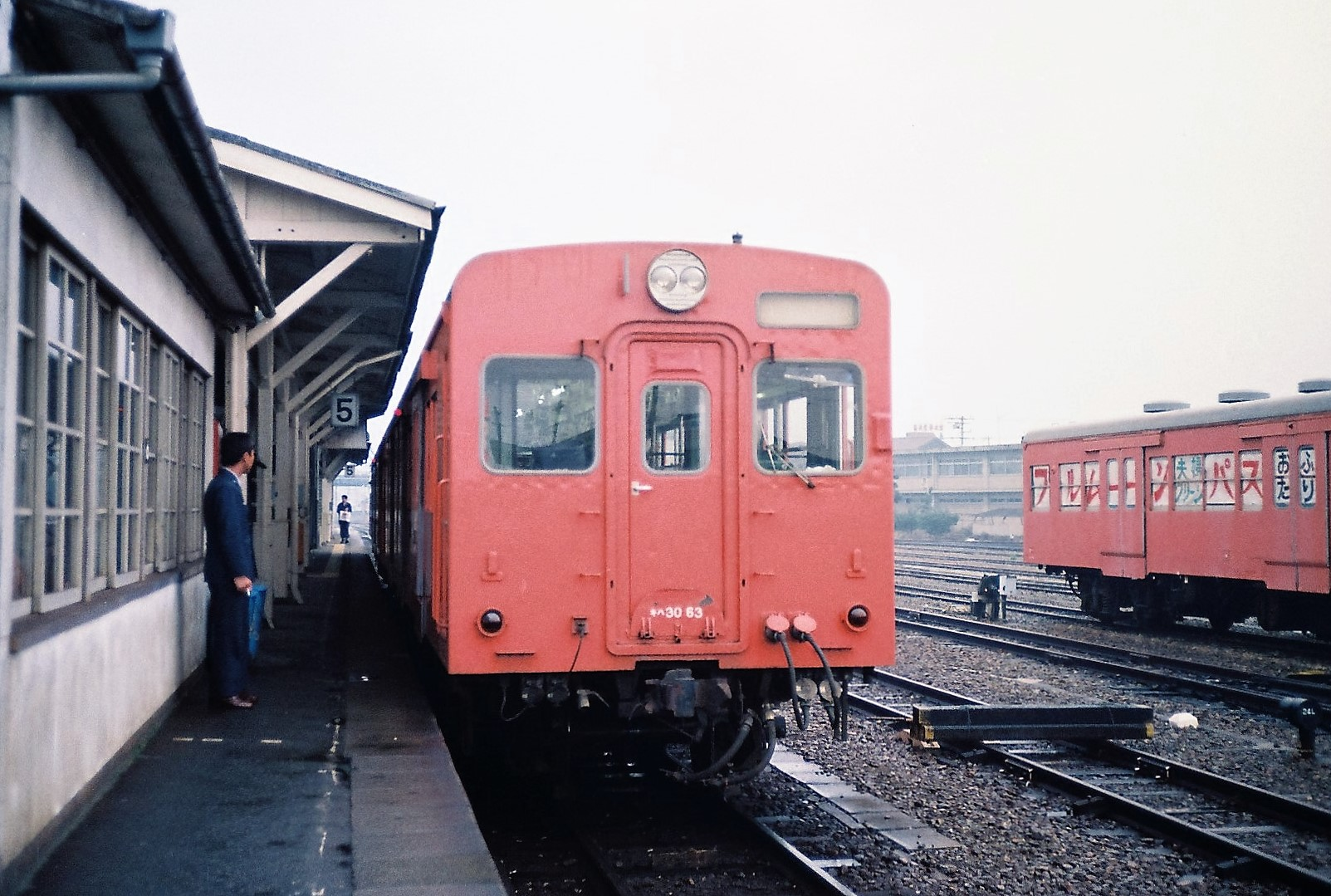
在高架工程完工前於5號月台停站的加古川線KiHa30（1986年12月）

在1999年高架化工程開始前，JR神戶線（山陽本線）設有2面3線月台，高砂線與加古川線設有1面2線月台（在高砂線廢止後加古川線仍然設有1面2線），共有3面5線月台。當中，1號月台為單式，2至5為島式月台。
| 月台 | 路線      | 方向 | 目的地           |
| ---- | --------- | ---- | ---------------- |
| 1、2 | ■JR神戶線 | 下行 | 姬路、相生方向   |
| 2、3 | ■JR神戶線 | 上行 | 三之宮、大阪方向 |
| 4、5 | ■加古川線 | -    | 粟生、西脇市方向 |

在JR神戶線與加古川線月台之間沒有敷設路軌。同時，當時此站設有附帶設備加古川柴油列車區，為一型大型車站。加古川線的列車會在此站進行夜間停泊。
2號月台是讓等待從姬路方向的新快速通過的列車使用，以及從此站出發往大阪、京都方向的列車使用。2號月台在1985年3月13日之前都很少使用，而在1990年3月9日前大部分姬路方向使用會使用1號月台。
在戰時，1937年開設了3公里的引込線前往舊陸軍神野弾藥庫（現時為加古川刑務所），以用作運送爆彈和士兵。在戰後的變為了加古川刑務所，因此該專用線稱為加古川刑務所専用線。在2007年1月，9座弾藥庫與工廠拆毀。加古川線與高砂線部分路軌是共用的，在高砂線分岔地點往北邊是加古川線方向。而已徹走路軌的高砂線變為行車道路，從地圖上可看見道路緩緩彎位以聯想當時的走線。
隨著連續立體化項目開始進行，加古川鐵道部在1999年3月13日遷移至厄神站附近。為了確保高架化的建築用地，月台向北遷移至前貨物用側線位置。在山陽本線部分，由於設有在此站折返的列車班次，在2000年12月11日深夜，上下線一起改用臨時路軌。在切換（臨時）月台後仍然是3面5線的月台結構，而所有月台均為島式月台。JR神戶線上行本線是4號月台，加古川線是5、6號月台，2、3號月台（從姬路方向的普通列車於此站等待特急、新快速通過，或從此站折返往大阪方向的列車使用）是共用月台。

## 時間表

### JR神戶線
在日間時段中，每小時設有8班列車（新快速與普通（在西明石站起變為快速）各4班）。而前往姬路方向的普通列車為每小時2班。在早上和黃昏時段會較多班次。在早上除了往大阪方向的新快速與普通（在西明石站變為快速並通過舞子站、垂水站和須磨站）列車外，均為從此站出發的各站停車。從大阪於晚上9時時段出發的1班快速會在此站為終點站（到達時間為晚上11時5分）。
在2016年3月25日前日間時段中，來往大阪站至此站之間的系統中，均使用2號月台折返。在2016年3月26日的時間表修正後，這些列車均會以不載客列車前往寶殿站折返。
新快速與普通會在此站互相轉乘。大阪方向在晚上9時以後，姬路方向在晚上11時以後。新快速與普通互相出發，因此不會再有互相轉乘。另外，在進行互相轉乘時，普通會使用1號月台（下行）和3號月台（上行）。
此站是JR神戶線內的車站，在該線上行走的4門207系、321系在一般營業運輸不會駛越加古川站姬路方向。在以西的車站中，不會設有4門用的○標示，以及女性專用車輛乘車資訊。

### 加古川線
在日間，每小時設有2班列車分別前往厄神和西脇市，互相交替出發。平日早上和黃昏設有班次前往粟生。
加古川線列車中，所有車門均可上下車。而是在停站中的列車車門會變為手動式控制，需按下車身或車內按鈕以開關車門

## 車站便當
加古川站沒有獨特的車站便當。那些車站便當均與姬路站同款，均來自Maneki食品的車站蕎麥麵店。

## 使用狀況
在2018年（平成30年），1日平均乘車人次為23,993人，在JR西日本車站中排名第43名。
根據《加古川市統計書》（加古川市總務部總務課編寫）與《兵庫縣統計書》，以下為每年乘車人次與每日平均乘車人次：
| 年度   | 一年 乗車人次 | 在左邊數據中 定期票乘客 | 每日平均 乘車人次 |
| ------ | ------------- | ----------------------- | ----------------- |
| 1998年 | 816.9萬       | 550.3萬                 | 22,380            |
| 1999年 | 796.4萬       | 535.8萬                 | 21,760            |
| 2000年 | 774.7萬       | 521.3萬                 | 21,223            |
| 2001年 | 760.5萬       | 514.9萬                 | 20,835            |
| 2002年 | 750.2萬       | 513.2萬                 | 20,555            |
| 2003年 | 760.9萬       | 519.6萬                 | 20,789            |
| 2004年 | 761.4萬       | 521.5萬                 | 20,861            |
| 2005年 | 767.5萬       | 524.1萬                 | 21,026            |
| 2006年 | 787.6萬       | 538.6萬                 | 21,579            |
| 2007年 | 795.0萬       | 543.0萬                 | 21,721            |
| 2008年 | 799.9萬       | 548.8萬                 | 21,915            |
| 2009年 | 791.9萬       | 553.1萬                 | 21,697            |
| 2010年 | 796.1萬       | 556.9萬                 | 21,810            |
| 2011年 | 803.3萬       | 561.3萬                 | 21,949            |
| 2012年 |               |                         | 22,174            |
| 2013年 |               |                         | 22,669            |
| 2014年 |               |                         | 22,523            |
| 2015年 |               |                         | 23,256            |
| 2016年 |               |                         | 23,791            |
| 2017年 |               |                         | 24,065            |
| 2018年 |               |                         | 23,993            |

## 車站周邊
- Verde商場加古川
  - JA大廈
    - Eddick（日语：エディック）加古川本校〔6樓〕
    - 加古川市男女共同參畫中心〔3樓〕
    - 大創百貨〔B1樓〕

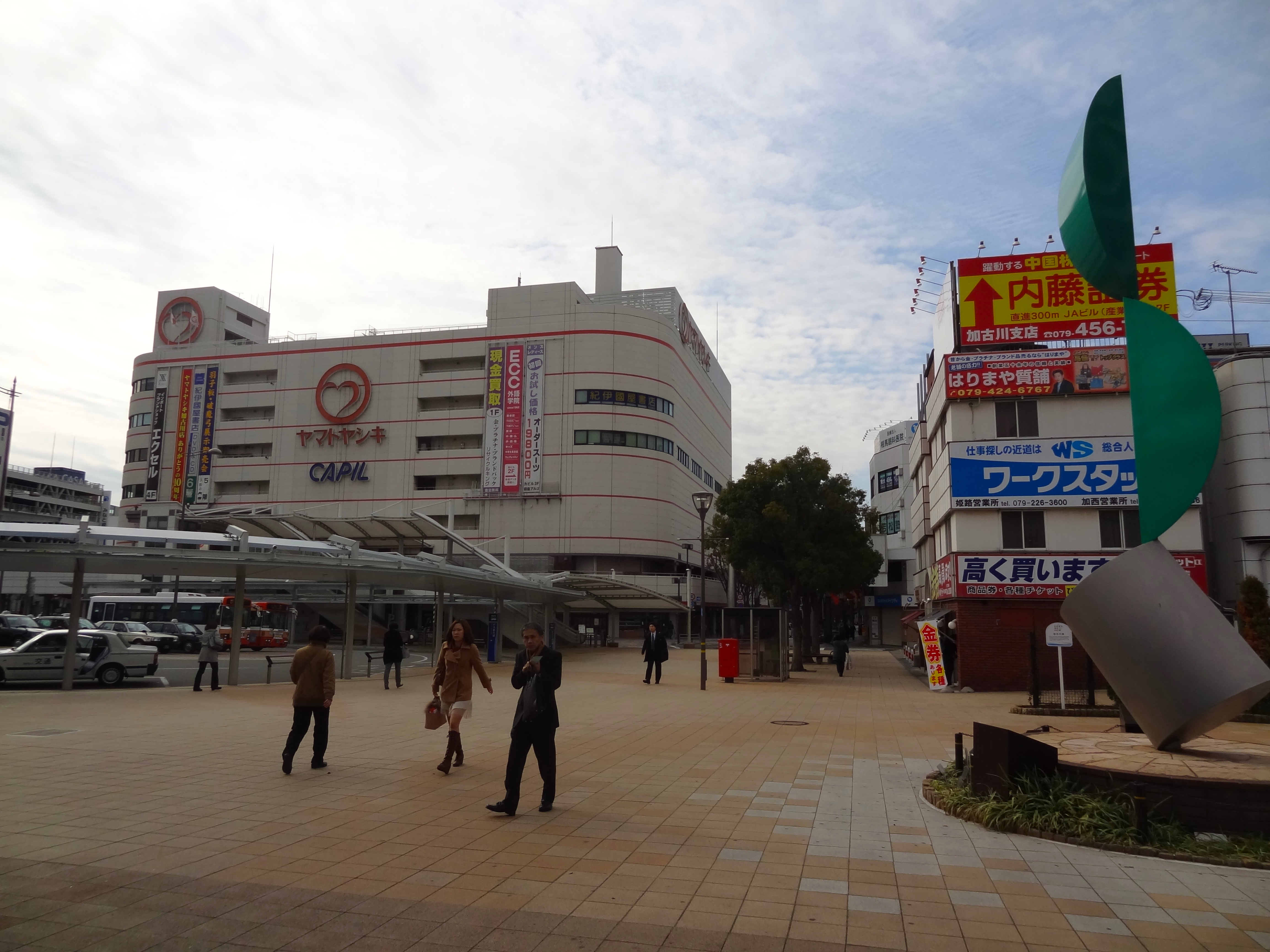
站前廣場與Yamatoyashiki

  - 三井住友銀行加古川分店（舊櫻花銀行） - 加古川市指定金融機關
- Yamatoyashiki（日语：ヤマトヤシキ）（舊加古川崇光百貨）‐ 在姬路店結業後唯一Yamatoyashiki商店
- 港銀行（日语：みなと銀行）加古川分店
  - 紀伊國屋書店加古川店
  - 詳文館
- NIKKE PARKTOWN（日语：ニッケパークタウン）
  - 科樂美（KONAMI）體育（日语：コナミスポーツクラブ）加古川
  - UNIQLO加古川店
  - DCM DAIKI（日语：DCMダイキ）加古川店
  - NIKKE Park ball
- 兵庫縣立加古川東高等學校（日语：兵庫県立加古川東高等学校）
- 國道2號
- 加古川繞道（日语：加古川バイパス）　加古川匝道（日语：加古川ランプ）
- 加古川
- 兵庫縣立加古川西高等學校（日语：兵庫県立加古川西高等学校）
- 加古川市政廳、加古川市民中心
- 加古川廣場堂
- 兵庫縣立加古川南高等學校（日语：兵庫県立加古川南高等学校）
- 加古川市立加古川中學（日语：加古川市立加古川中学校）
- 加古川市立冰丘南小學（日语：加古川市立氷丘南小学校）
- 加古川市立鳩里小學（日语：加古川市立鳩里小学校）
- 加古川市立加古川小學（日语：加古川市立加古川小学校）
- 泊神社（日语：泊神社）
- 鶴林寺
- 松風藝廊
- 竹田家具（日语：竹田家具）
- 加古川商工會議所
- 寺家町商店街（日语：寺家町商店街）
  - 灘萬
  - 日新信用金庫（日语：日新信用金庫）加古川分店
- 加古川郵局（日语：加古川郵便局）
- 東播磨縣民局（日语：東播磨県民局）

## 巴士路線

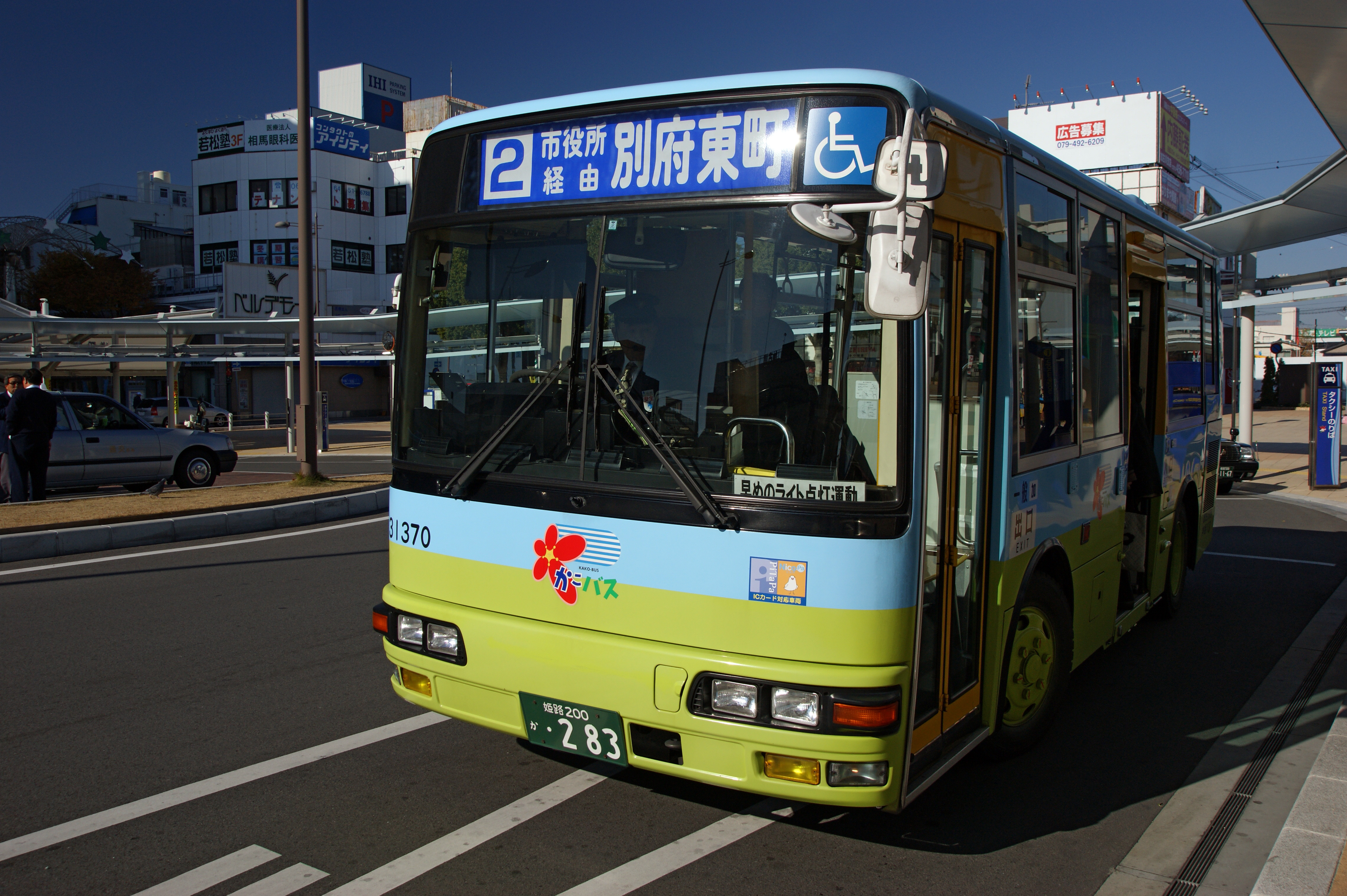
3號乘車處（加古巴士）

除了特別註明，所有路線均由神姬巴士營運。加古巴士是加古川市社區巴士。1至5號乘車處位於車站南出口。公主路號是唯一駛入此站的長途巴士。在2012年6月15日往關西國際機場的利木津巴士開始駛入此站。
1號乘車處
經AEON加古川前
前往土山站南出口（大部分經東加古川站）
經東加古川站、縣立加古川醫療中心前往甲南加古川醫院
部分於新在家路口左轉，向醫療中心方向行走，不停甲南加古川醫院。
經水足
前往上新田北口
經縣立加古川醫療中心前往上新田、稻美町政廳、六甲牛油北
2號乘車處
經市政廳前往安田東
3號乘車處（加古巴士）
經市政廳、長砂前往東加古川站（加古巴士）
經水道局前、鶴林寺前往別府、海洋文化中心
經市政廳、稻屋、尾上之松站前往尾上公民館（加古巴士）
4號乘車處
經加古川簡易裁判所南
加古川西團地方向前往加古川站[循環線]
經備後前往大崎、高砂
經備後、大崎前往播磨町站
5號乘車處
經加古川簡易裁判所南、船頭
前往都台
前往廣尾東
前往東神吉小學前、健康公園
經平津、寶殿站前往鹿嶋神社
北出口
經中津
前往新神野
前往加古川營業所
前往縣立加古川醫療中心
經縣立加古川醫療中心、甲南加古川醫院，前往神野站
高速巴士
東京（往澀谷、新宿）（公主路號） 
往東京（東京站、秋葉原）、東京迪士尼樂園（Heart Liner，神姬觀光巴士運行）
往關西國際機場（利木津巴士）（神姬巴士、關西機場交通、南海巴士聯營）
往神戸三田高級·特賣場
經神戸三田高級·特賣場，前往關西紀念墓園　※不定期運行
神戶製鋼所加古川鋼鐵廠員工巴士

### 其他
深宵特急巴士路線「白露月光號」（毎週三、五運行）（已於2019年1月25日暫停服務） 
- 上行：JR姬路站OS前→三宮東急Inn前（日语：三宮駅バスのりば）→JR大阪站前（日语：大阪駅周辺バスのりば）
- 下行：JR大阪站前→三宮東急Inn前→明石國道2號線沿線、舊Daiei前→西明石站前→東加古川站前→加古川站前→JR姬路站OS前

## 相鄰車站
西日本旅客鐵道
 JR神戶線（山陽本線）
- 特急「超級白兔」、「濱風」、「樂樂播磨」停車站

■新快速
西明石（JR-A74）－加古川（JR-A79）－姬路（JR-A85）
■普通（包括在高槻站至西明石站之間為快速列車的班次）
東加古川（JR-A78）－加古川（JR-A79）－寶殿（JR-A80）
- 運行區間中各站停車的各停 (普通列車)（7卡編成）從此站出發或到達，只往東加古川站方向運行。

 加古川線
加古川－日岡

### 曾經存在的路線
日本國有鐵道
高砂線
加古川－野口